# DuMont Television Network
DuMont Television Network (de obicei prescurtat DuMont sau Du Mont) a fost o rețea de televiziune americană deținută de Allen B. DuMont Laboratories, Inc. Unul dintre pionierii difuzării comerciale, DuMont a fost lansată în 1946 și a concurat cu NBC și CBS. Existența rețelei DuMont a fost îngreunată de costul prohibitiv al difuzării în conformitate cu regulile Comisiei Federale de Comunicații (Federal Communications Commission), precum și de lipsa unei rețele radio pe baza cărora concurenții săi au dezvoltat programul TV. În ciuda mai multor inovații în domeniul radiodifuziunii, când televiziunea a devenit o afacere profitabilă la începutul anilor 1950, la fel ca și radioul, NBC, CBS și ABC, lansate în 1948, au distrus efectiv DuMont. Rețeaua și-a încetat difuzarea în august 1956.
Istoricul de televiziune David Weinstein a numit DuMont ca „Rețeaua uitată” când a descris istoria rețelei în cartea sa cu același nume. Mai multe dintre programele canalului sunt menționate periodic în cărțile de istorie și retrospective ale S.U.A., deși aproape toate programele produse de DuMont s-au pierdut în anii 1970. DuMont a produs un total de peste 20.000 de episoade pe parcursul unui deceniu, dar la începutul anilor 1970 întreaga bibliotecă a fost distrusă de ABC, care a dobândit drepturile de producție pentru a face loc casetelor VHS mai noi în depozitul său.
Timp de o jumătate de secol, DuMont a rămas singura rețea de televiziune majoră care și-a încetat transmisia, dar în 2006 CBS Corporation și Time Warner au închis The WB și UPN pentru a forma o nouă rețea, The CW.
Câteva programe populare DuMont, cum ar fi Cavalcade of Stars și câștigătorul premiului Emmy Life Is Worth Living, apar în retrospective ale televiziunii sau sunt menționate pe scurt în cărți despre istoria televiziunii din SUA.